# Enrichissement de données
Les enrichissements de données permettent de procéder à une géo segmentation de consommateur, offrant une grille de lecture sur de nombreuses appétences. Les enrichissements en centre d'appels peuvent par exemple permettre en temps réel de faire une première analyse du profil de l'interlocuteur et ainsi mieux adapter le message et l'offre. 
L'enrichissement de données participe à l'amélioration globale de la Relation Client des entreprises.

## En savoir plus
- Audit de données
- Saisie de données
- Format de données
- Gestion des données